# Heiner Mora
Heiner Mora (ur. 20 czerwca 1984) – kostarykański piłkarz występujący na pozycji obrońcy. Zawodnik klubu CD Saprissa, do którego jest wypożyczony z Santosu de Guápiles.

## Kariera klubowa
Mora zawodową karierę rozpoczął w 2005 roku w zespole Santos de Guápiles z Primera División de Costa Rica. Przez 2 lata rozegrał tam 43 spotkania i zdobył 1 bramkę. W 2007 roku odszedł do Brujas FC, również z Primera División. Po pół roku przeniósł się do Universidadu de Costa Rica (Primera División), a w połowie 2009 roku wrócił do Brujas. W tym samym roku wywalczył z nim mistrzostwo fazy Invierno.
Na początku 2011 roku Mora ponownie został graczem Santosu de Guápiles, a w połowie tego samego roku został wypożyczony do innego zespołu Primera División, CD Saprissa.

## Kariera reprezentacyjna
W reprezentacji Kostaryki Mora zadebiutował 4 września 2010 roku zremisowanym 2:2 towarzyskim meczu z Panamą. W 2011 roku został powołany do kadry na Złoty Puchar CONCACAF. Zagrał na nim w meczach z Kubą (5:0), Salwadorem (1:1), Meksykiem (1:4) i Hondurasem (1:1, 2:4 w rzutach karnych). W pojedynku z Kubą strzelił także gola, który był jednocześnie jego pierwszym w drużynie narodowej. Z tamtego turnieju Kostaryka odpadła w ćwierćfinale.
W 2011 roku Mora wziął również udział w Copa América. Na tamtym turnieju, zakończonym przez Kostarykę na fazie grupowej, wystąpił w spotkaniach z Kolumbią (0:1), Boliwią (2:0) i Argentyną (0:3).